# Guano
Guano reprezintă acumulări de excremente (fecale și urină) produse de păsări și lilieci.
Cuvântul "guano" provine din limba Quichua a civilizației Inca și poate fi tradus ca "excrementele păsărilor marine". Incașii colectau guano de pe coastele din Peru pe care îl foloseau ca fertilizant.
Este un îngrășământ eficient și poate sta la baza realizării prafului de pușcă datorită nivelului ridicat în fosfor și azot. Solurile deficiente în materie organică pot fi făcute productive prin adăugare de guano.
Guano conține amoniac, o serie de acizi: uric, fosforic, oxalic și carbonic, precum și o serie de săruri și impurități. În guano întâlnim de asemenea o concentrație mare de azot.
În România, peștera Cioclovina Uscată este vestită pentru depozitele impresionante de guano, excremente de liliac, considerate a fi cel mai mare zăcământ de acest fel din Europa. Guano era la mare căutare în Occident încă de la începutul secolului XX. Sub conducerea Imperiului Habsburgic, la Cioclovina a început exploatarea industrială. Tone de guano erau extrase de localnici, încărcate în vagoneți și cărate apoi pe funicular, care transporta încărcătura până în Gara Pui. Aici guanoul era încărcat în vagoane și acestea luau drumul Austriei unde era valorificat. Pe vremea comuniștilor, exploatarea de guano s-a redeschis, îngrășământul fiind dus la serele lui Ceaușescu. După 1990, exploatarea a fost închisă pentru a apăra peștera Cioclovina de doritorii de guano.
Guanoul produs de lilieci este extras din peșteri și este asociat cu o pierdere corespunzătoare de biotop troglobit și cu o diminuare a biodiversității. Depozitele de guano întrețin o varietate mare de nevertebrate adaptate la viața în peșteră, care se bazează pe fecalele liliecilor ca sursă principală de nutrienți. Depozitele adânci de guano conțin informații paleoclimatice locale în stratele depuse de-a lungul multor mii de ani, informații care pot fi pierdute prin extragerea guanoului.
Alt efect dăunător al extragerii guanoului este cel exercitat asupra coloniilor de lilieci. Liliecii sunt foarte vulnerabili dacă sunt deranjați în timpul hibernării, astfel extragerea de guano pe timpul hibernării și nu numai poate duce la dispariția unor colonii însemnate de lilieci.